# Oberpöring
Oberpöring ist eine Gemeinde im niederbayerischen Landkreis Deggendorf.

## Geografie

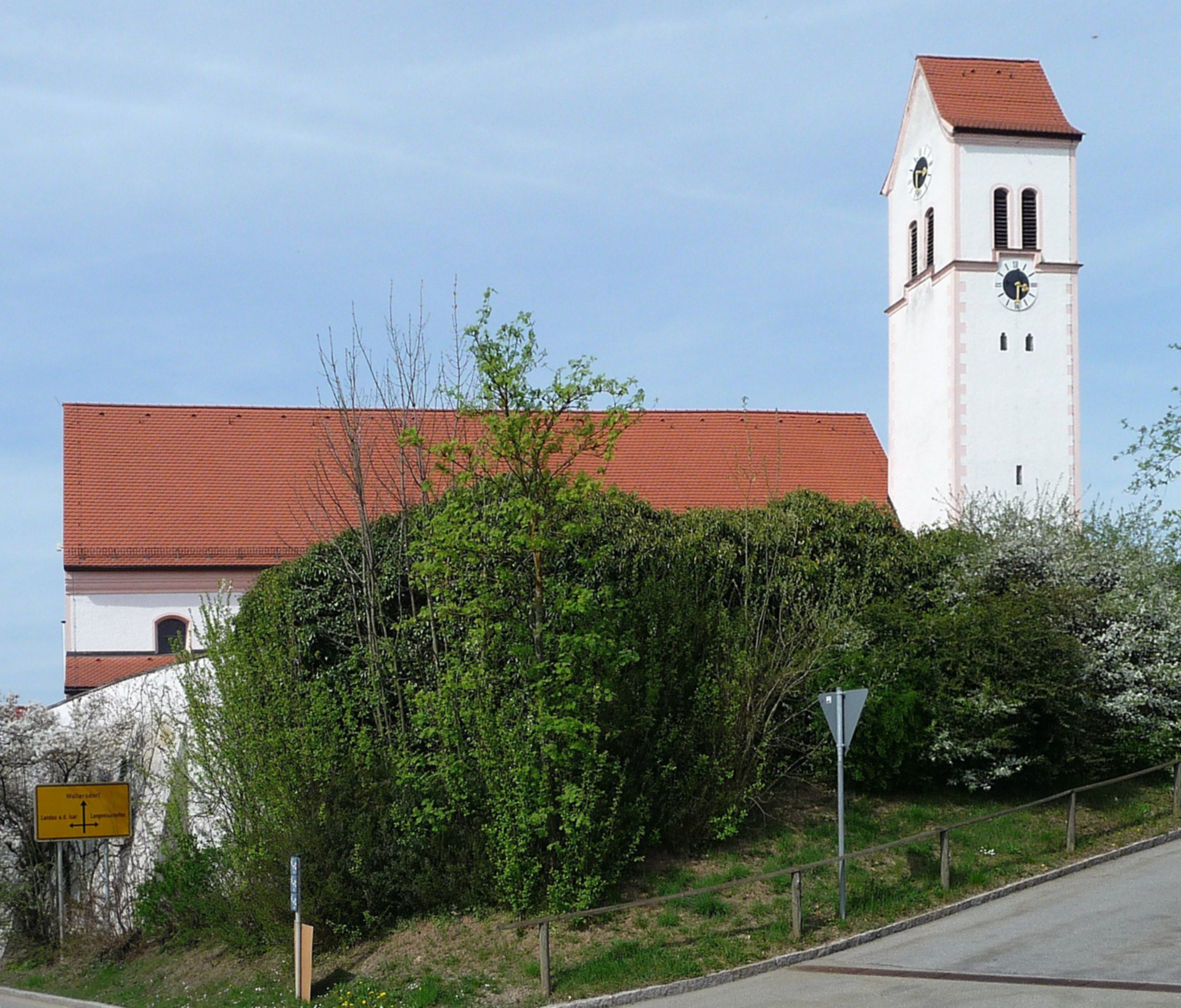
Die Pfarrkirche St. Martin in Oberpöring

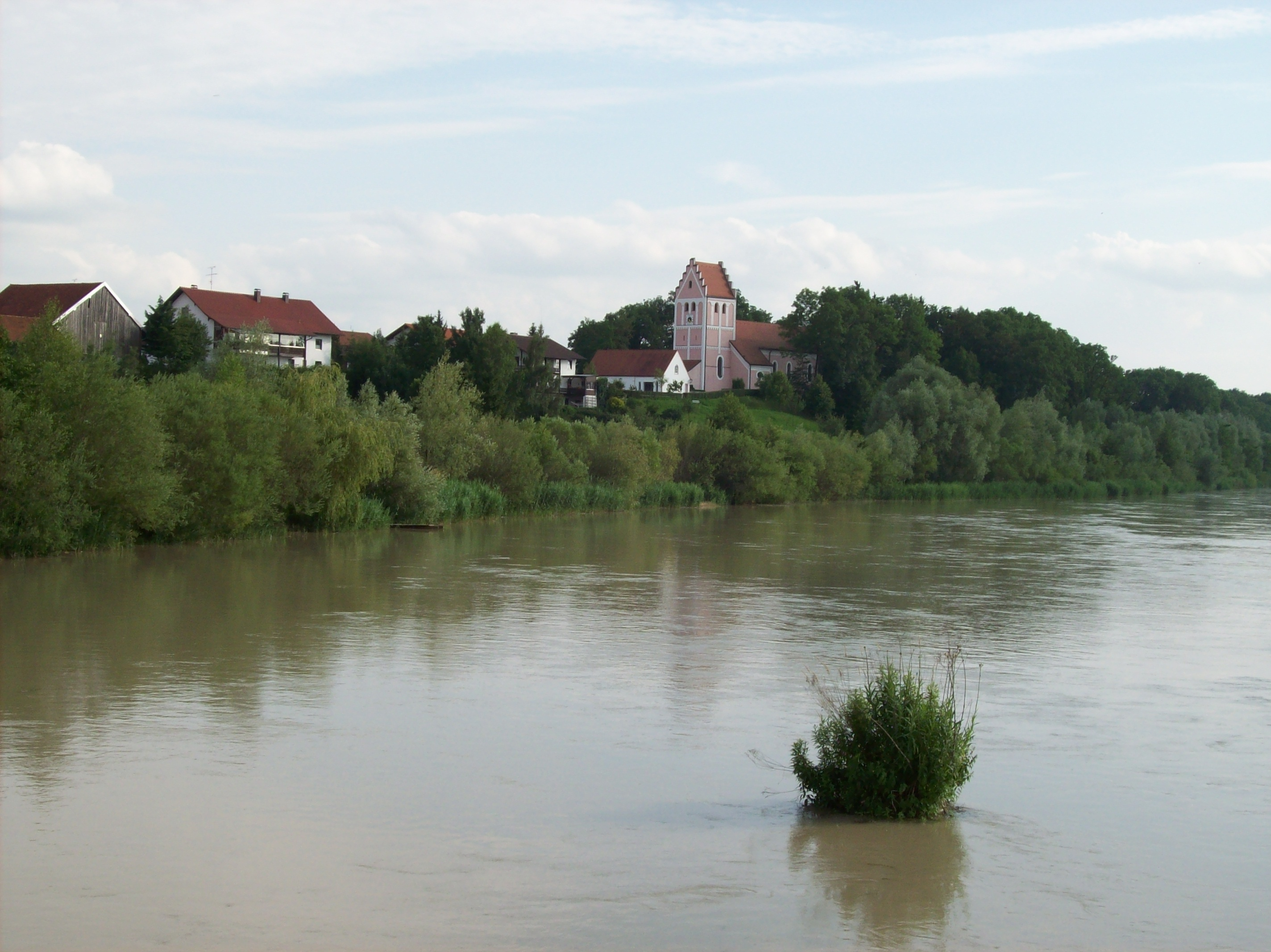
Ansicht von Niederpöring

### Lage
Die Gemeinde liegt in der Region Donau-Wald an der Isar am Südrand des Gäubodens.

### Gemeindegliederung
Es gibt sechs Gemeindeteile (in Klammern ist der Siedlungstyp angegeben):
- Alttiefenweg (Weiler)
- Bürg (Wallfahrtskirche)
- Gneiding (Dorf)
- Niederpöring (Kirchdorf)
- Oberpöring (Kirchdorf)
- Oberpöringermoos (Dorf)

Es gibt die Gemarkungen Niederpöring und Oberpöring.

## Geschichte

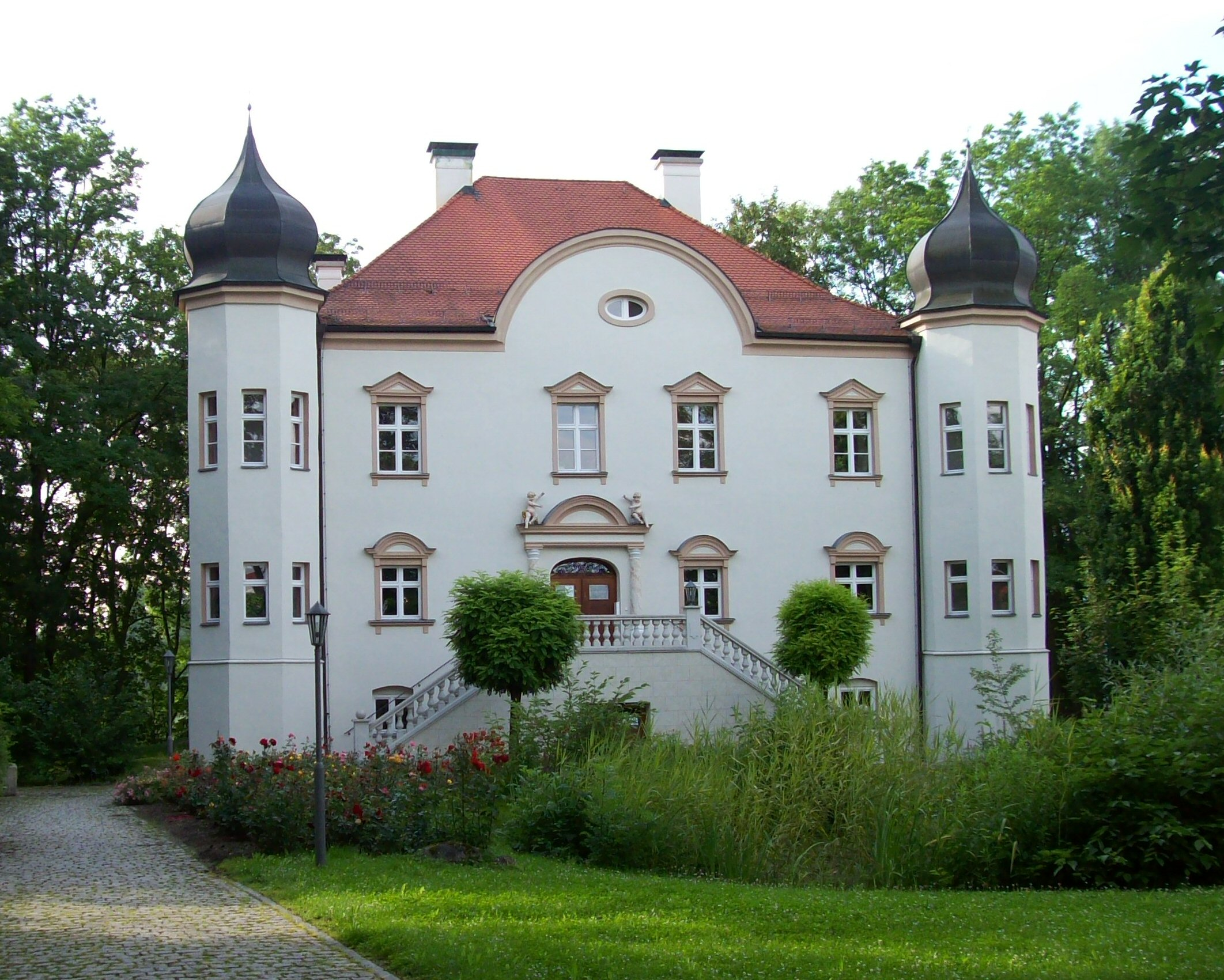
Schloss Niederpöring, jetzt Rathaus der Verwaltungsgemeinschaft Oberpöring

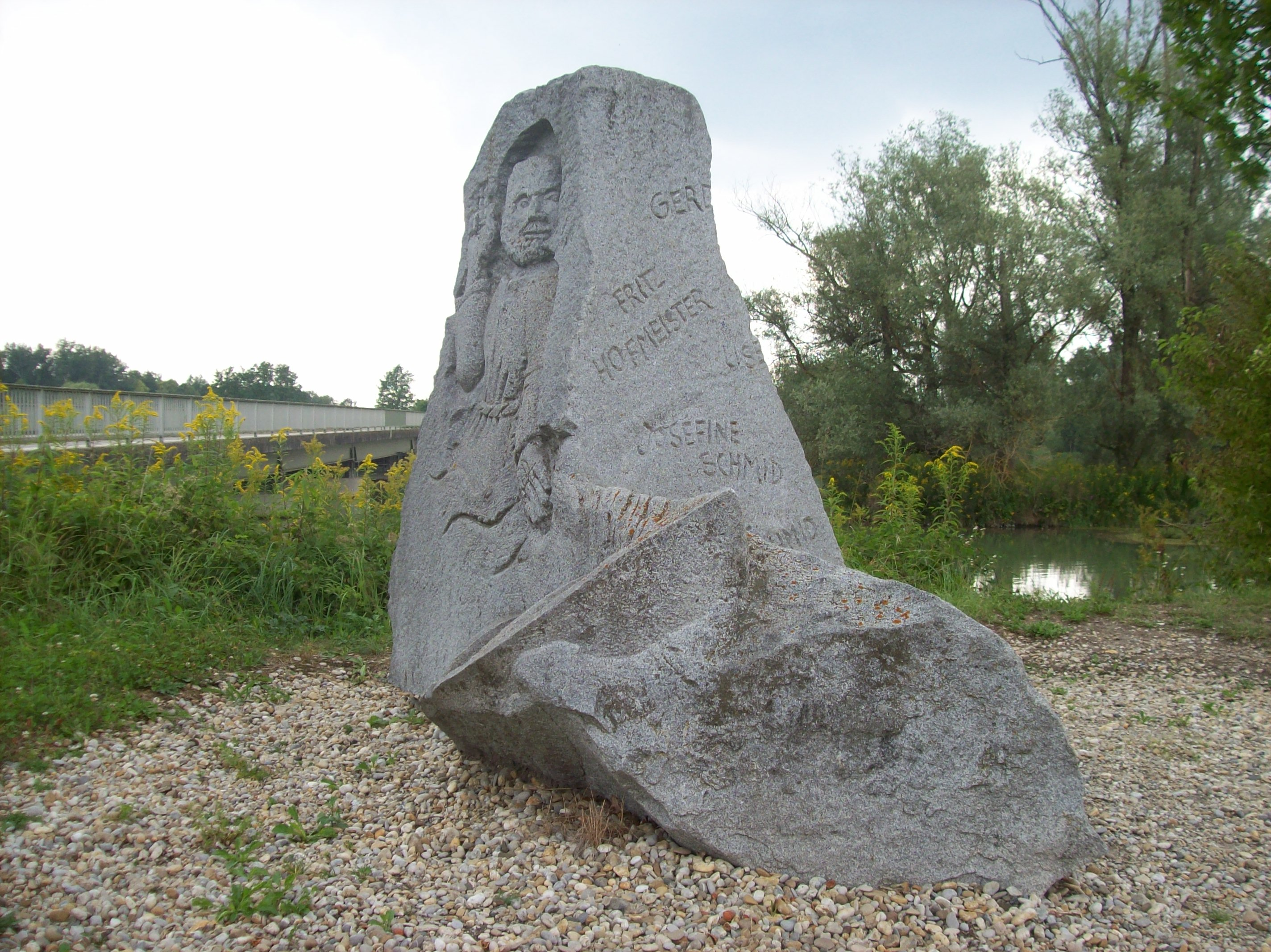
Gedenkstein für das Bootsunglück am 10. Mai 1945 in Niederpöring, bei dem elf der 17 Insassen einer gekenterten Fähre ums Leben kamen

### Bis zum 19. Jahrhundert
Oberpöring gehörte den Grafen von Yrsch. Der Ort war Teil des Kurfürstentums Bayern und bildete eine geschlossene Hofmark, die die Grafen von den Freiherrn von Closen auf Arnstorf und Gern gegen Ende des 18. Jahrhunderts übernommen hatten. Im Zuge der Verwaltungsreformen in Bayern entstand mit dem Gemeindeedikt von 1818 die heutige Gemeinde. 1834 wurde das Schloss Oberpöring mit der Kapelle niedergerissen.

### Eingemeindungen
Im Zuge der Gebietsreform in Bayern wurde am 1. Juli 1972 die Gemeinde Niederpöring eingegliedert. Am 1. Mai 1978 kamen Gebietsteile der aufgelösten Gemeinde Ettling mit dem Ort Gneiding hinzu.

### Einwohnerentwicklung
Im Zeitraum 1988 bis 2018 wuchs die Gemeinde von 1013 auf 1169 um 156 Einwohner bzw. um 15,4 %.
| Jahr      | 1961 | 1970 | 1987 | 1991 | 1995 | 2000 | 2005 | 2010 | 2015 | 2020 |
| --------- | ---- | ---- | ---- | ---- | ---- | ---- | ---- | ---- | ---- | ---- |
| Einwohner | 1112 | 1080 | 1014 | 1035 | 1097 | 1085 | 1157 | 1160 | 1131 | 1204 |

## Politik

### Bürgermeister
Erster Bürgermeister ist Thomas Stoiber. Dieser erreichte in der Kommunalwahl 2014 62,13 % der gültig abgegebenen Stimmen. Bei den Kommunalwahlen am 15. März 2020 wurde er ohne Gegenkandidat im ersten Wahlgang mit 83,25 Prozent zum 1. Bürgermeister wiedergewählt.

### Gemeinderat
Die Angaben geben die Anzahl der erreichten Ratssitze und in Klammern den Stimmenanteil wieder:
|      | FWG        | UWG        | FW Gneiding | Gesamt | Wahlbeteiligung |
| 2020 | 6 (48,5 %) | 4 (31,6 %) | 2 (19,8 %)  | 12     | 63,9 %          |
| 2014 | 6 (53,7 %) | 4 (30,2 %) | 2 (16,1 %)  | 12     | 69,4 %          |
| 2008 | 6 (41,0 %) | 4 (31,8 %) | 2 (17,2 %)  | 12     | 96,9 %          |

### Wappen
| Wappen der Gemeinde Oberpöring | Blasonierung: „In Silber über einem grünen Dreiberg ein schwarzer Schrägbalken, der mit drei goldenen Kugeln belegt ist, links oben ein schwarzes Schildchen mit drei senkrechten silbernen Rauten.“ |
| Wappen der Gemeinde Oberpöring | Das Wappen wird seit 1984 geführt. |

### Verwaltung
Die Gemeinde ist Mitglied der Verwaltungsgemeinschaft Oberpöring mit Sitz ebenda.

## Baudenkmäler
- Wallfahrtskirche Maria Heimsuchung in Maria Bürg
- Schloss Niederpöring

## Wirtschaft und Infrastruktur

### Wirtschaft einschließlich Land- und Forstwirtschaft
Es gab im Jahr 2020 nach der amtlichen Statistik 133 sozialversicherungspflichtig Beschäftigte am Arbeitsort. Sozialversicherungspflichtig Beschäftigte am Wohnort gab es insgesamt 530. Im verarbeitenden Gewerbe und im Bauhauptgewerbe gab es je einen Betrieb. Zudem bestanden im Jahr 2016 38 landwirtschaftliche Betriebe mit einer landwirtschaftlich genutzten Fläche von 1095 ha, davon waren 1048 ha Ackerfläche und 46 ha Dauergrünfläche.

### Bildung
Im Jahr 2022 gab es folgende Einrichtungen:
- eine Kindertageseinrichtung: 68 Plätze mit 56 Kindern, davon neun unter drei Jahren